# Stefan Šalamanov
Stefan Aleksandrov Šalamanov (in bulgaro Стефан Александров Шаламанов?; Sofia, 27 gennaio 1970) è un ex sciatore alpino bulgaro.

## Biografia
Specialista delle prove tecniche figlio di Aleksandăr, sciatore, calciatore e pallavolista, Šalamanov debuttò in campo internazionale in occasione dei Mondiali juniores di Bad Kleinkirchheim 1986 e due anni dopo, nella rassegna iridata giovanile di Madonna di Campiglio 1988, vinse la medaglia d'oro nello slalom speciale; ai successivi XV Giochi olimpici invernali di Calgary 1988, sua unica presenza olimpica, si classificò 23º nello slalom speciale e non completò lo slalom gigante. Non ottenne piazzamenti in Coppa del Mondo o ai Campionati mondiali.

## Palmarès

### Mondiali juniores
- 1 medaglia:
  - 1 oro (slalom speciale a Madonna di Campiglio 1988)